# Герб Торецька
Герб Торе́цька — герб міста Торецьк Донецької області затверджений рішенням сесії Торецької міської ради від 26 березня 2003 року за № 4/9-19.
Автори — П. В. Чесноков, С. І. Потюгов.

## Опис
Щит вилоподібно розділений на три частини, — зелене, чорне та червоне поле. Зелений колір щита — символ надії, радості, достатку. Окрім того, зелений колір символізує багату рослинність в місті. Чорний колір поля герба — багаті поклади вугілля Донецького вугільного басейну, видобуток якого — основний вид зайнятості трудового населення міста. Червоний колір символізує мужність і козацьку звитягу.
Поверх зображена золота фреза вугільного комбайна, обтяжена чорним шестикутником, усередині якого розташовані покладені навхрест золоті молоток і обушок. Шестикутник оточений лазуровим бензольним кільцем. Золота фреза в сукупності з молотком і обушком, з одного боку, говорять про кам'яновугільні шахти Торецька, а з іншого — свідчать про розвинену галузь машинобудування. Бензольне кільце — символ хімічної промисловості й вказує на наявність в місті фенольного заводу.
Щит увінчаний срібною тризубчатою короною з геральдичної системи часів Російської Імперії, обрамлений гілками дерев, праворуч — гілочкою клена, ліворуч — тополі. Гілки перевиті лазуровою стрічкою з написом в нижній частині золотими літерами «ДЗЕРЖИНСК». Гілки клена і тополі показують, що ці дерева найбільш поширенні в місті.
Основа герба - французький щит, який є основою російської геральдичної системи.

## Історія

### Перший герб

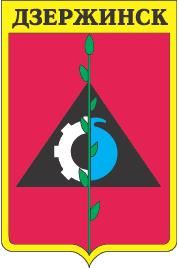
Герб 1996 року

19 квітня 1996 року сесія міської Ради Дзержинська затвердила власний проєкт герба, розроблений відділом містобудівництва й архітектури.
В центрі французького щита трикутник чорного кольору, який символізує багатство надр і родючість землі. Розташовані в трикутнику половина срібної шестерні та половина лазурової реторти вказують на дві галузі промисловості міста — машинобудування та хімічну. Зелений паросток символізує життя та віру в успішне майбутнє. Малиновий колір щита символізує історичне минуле та мудрість мешканців міста.

### Другий герб

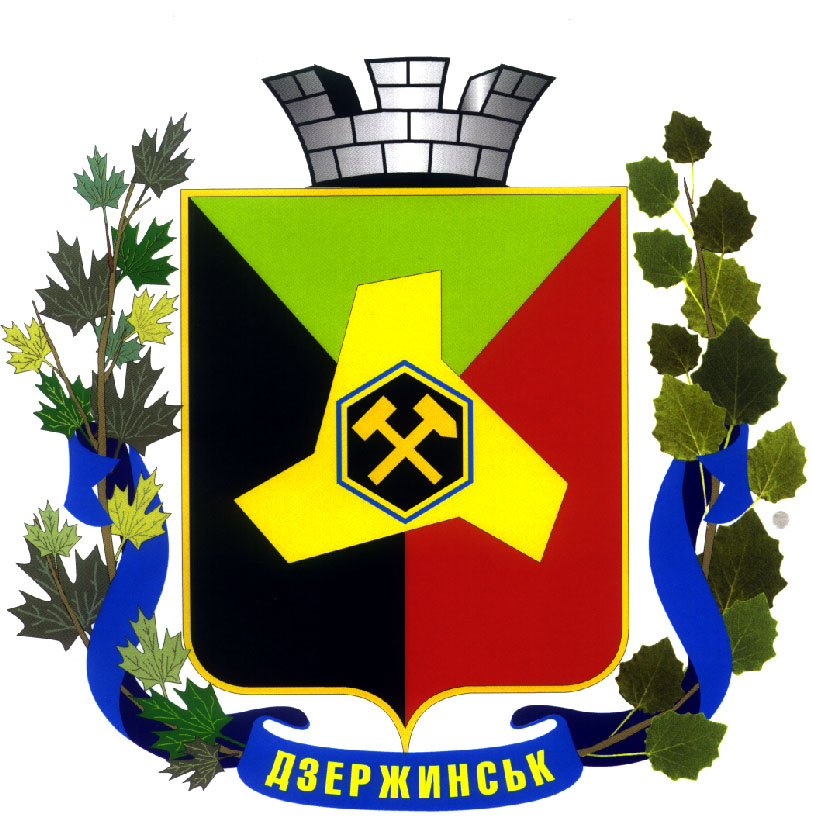
Герб 2003 року

Другим гербом став сучасний та офіційний нині герб Торецька. Основною віддмінністю був напис на девізній стрічці, який замінили на "Торецьк" після зміни назви міста. Сам герб не зазнав змін, він досі має систему прикрас з російської геральдичної системи імперських часів та складений на французькому щиті.
Проєкт герба на іспанському щиті не є офіційно затвердженим.
16 жовтня 2015 року місцева влада ухвалила рішення про перейменування міста Дзержинська на Торецьк. 4 лютого 2016 Верховна Рада ухвалила відповідну постанову (№ 3854), яка набула чинності 18 лютого.